# 代蓋赫利耶省
代蓋赫利耶省（阿拉伯语：محافظة الدقهلية），是埃及二十九省之一，位于該國尼羅河三角洲東北部。首府曼蘇拉。面积3,471平方公里，人口4,985,187人（2006年统计）。

## 姐妹省份
- 中华人民共和国安徽省

## 外部連結
- 官方網頁（页面存档备份，存于） （阿拉伯文）